# Alchemilla chthamalea
Alchemilla chthamalea é uma espécie de rosácea do gênero Alchemilla, pertencente à família Rosaceae.